# Trevor Dodds
Trevor George Dodds (Windhoek, 26 september 1959) is een Amerikaans professioneel golfer uit Namibië.
Dodds studeerde aan de Lamar Universiteit in Texas en speelde voor hun Cardinals Team. Hij werd in 1997 toegevoegd in hun Hall of Honor.

## Professional
Dodds werd in 1985 professional en behaalde tijdens zijn carrière vijftien overwinningen. Hij speelde regelmatig op de Sunshine Tour en laten op de Nationwide Tour en de Canadese PGA Tour waar hij onder andere het PGA Kampioenschap op de Rideau Valley Golf & CC in Ontario won. Bovendien won hij een toernooi van de Amerikaanse PGA Tour, waar hij vijftien seizoenen speelde.
Op de Canadese Tour won hij de Order of Merit in 1995 en 1996. Hij speelt nu op de Champions Tour.

### Gewonnen

#### PGA Tour
- 1998 Greater Greensboro Chrysler Classic

#### Nationwide Tour
- 1990: Ben Hogan Deer Creek Open, Ben Hogan Kansas City Classic
- 1997: NIKE Miami Valley Open
- 2001: BUY.COM Virginia Beach Open

#### Sunshine Tour
- 1988: Goodyear Classic
- 1990: Protea Assurance South African Open, Trustbank Tournament of Champions
- 1998: Goodyear Classic

#### Canadese Tour
- 1995: PGA Championship, Xerox Manitoba Open
- 1996: Ed Tel Classic, Henry Singer Alberta Open, Infiniti Classic, Canadian Open (geen PGA Tour)

#### Anders
- 2008: CVS Caremark Charity Classic Pepsi Pro-Am